# 馬天錦
馬天錦，字褧生，湖廣武昌府蒲圻县軍籍，明朝政治人物。同进士出身。

## 生平
萬曆二十二年（1594年）甲午科湖廣乡试举人，二十三年（1595年）乙未科进士，授兴化府司理，屡白沉冤，详载莆中生祠记。升南京户部主事，迁工部主事，节慎器物，岁有馀金，以还内帑。三十四年典試山西，三十九年京察以浮躁降職。累迁兵部郎中，告归。